# Старая ратуша (Табор)
Старая ратуша (чеш. Stará radnice) — расположена в городе Табор, Южночешский край. Является одним из самых значительных архитектурных памятников позднего готического стиля в Чехии. 

## История
Ратуша была сооружена в начале XVI века по проекту зодчего Венделя Роскопфа. Строительство было закончено в 1521 году. 
Во второй половине XVIII века итальянец Антонио ди Алфиери перестроил ратушу в стиле барокко, внеся значительные изменения в декор фасадов. В 1878 году зданию вернули исторические черты. Архитектор Джозеф Никлас воссоздал позднеготический облик здания по старинным чертежам и изображениям.

## Архитектура
Старая ратуша Табора имеет четыре крыла. Большом зал оформлен колоннами и арками, а также скульптурами известных жителей города — Прокопа Голишова и Яна Жижки. Прямоугольную башню украшают часы без минутной стрелки.
С 1962 года ратуша входит в число национальных культурных памятников Чехии.

## Музей
Сейчас в здании ратуши находится Гуситский музей. С 1947 года для посетителей открыт вход в средневековые подземелья. В ратуше периодически проходят различные культурные мероприятия.